# Le Grand Bluff (film, 1933)
Pour les articles homonymes, voir Le Grand Bluff.
Pour plus de détails, voir Fiche technique et Distribution.
Le Grand Bluff est un film français réalisé par Maurice Champreux, sorti en 1933.

## Fiche technique
- Titre : Le Grand Bluff[1]
- Réalisation : Maurice Champreux
- Scénario : Walter Wassermann et Walter Schlee, d'après la pièce de Fred Heller et Adolph Schütz
- Dialogues : Louis Vérier
- Photographie : Georges Benoît
- Son : Robert Yvonnet
- Musique : Franz Grothe
- Pays d'origine :  France
- Production : G.F.F.A. - Gaumont-Franco Film-Aubert
- Durée : 75 minutes
- Date de sortie : France, 1er septembre 1933

## Distribution
- José Noguero : Roger
- Florelle : Monique
- Georges Melchior : Joe
- Lolita Benavente : Lolita
- Pierre de Guingand : l'inspecteur Gérard
- Max Lerel : Arthur
- Germaine Reuver : l'habilleuse
- Pierre Etchepare : le producteur
- Léon Larive
- Carlos Avril
- Hélène Fax